# Капаган-каган
Мочур, Мочжо, Капаган-каган (? — 716) — каган Другого Східнотюркського каганату (693—716 рр.).

## Біографія
У 682 році старший брат Мочура Кутлуг очолив визвольний рух тюрків, яких після падіння Східного каганату китайські чиновники пересилили до Алашаню. Першим кроком став розбійничий набіг на уйгурів, у результаті якого був захоплений великий кінський табун, що давав змогу вести партизанську війну. Вдалому просування тюрків на північ сприяли: державний переворот, внаслідок якого на чолі імперії Тан стала імператриця У і війна з Тибетом.
Кутлуг об'явив себе ханом, Мочур отримав титул шада, а молодший брат Дусіфу — титул ягбу. Кіннота тюрків блискавичними ударами розбила майже всі укріплення впродовж Великої стіни на схід від Ордоса і пограбували п'ять військових округів. Після появи у Халху вони вели боротьбу з уйгурами, киданями, киргизами, куриканями і татабами. 693 року Кутлуг помер, а його наступником став Мочур, який прийняв титул Капаган-кагана.
694 року відбувся похід у прикордонний Китай, де була захоплена велика кількість полонених. Існує думка, що серед них були ордоські тюрки, які не брали участі у повстанні Кутлуга, але зараз значно підсилили армію каганату. Одночасно Капаган-каган озвучив намір стати васалом імператриці У, що автоматично означало визнання тюркської держави. У відповідь китайці організували похід у Халху, але не змогли знайти ворожої армії.
695 року повстали вісім племен киданів у Центральній Маньчжурії. Їх вожді Цзинь-чжун і Ваньюн вбили китайського командувача Чжао Вень-хая і пішли у наступ. Регулярні війська були розбиті в долині Хуанчжангу і при Пінчжоу. Тільки третя армія зупинила просування киданів. Одночасно піднялися татаби, які уклали союз з тюрками. Цими обставинами скористався Капаган-хан, який запропонував допомогу імперетриці. В нагороду його мали визнали ханом і дати військовий чин. Капаган-каган несподівано з'явився у землях киданів і розгромив їх. Не дочекавшись імператорської подяки, тюркський каган пограбув два прикордонних повіти Лінчжоу і Шенчжоу (у північно-східному Ордосі). Його просування вдалося зупинити армії, яка складалася з кочівників прикордонних областей. Потім командування тюрським військом було передано Тоньюкуку, який «зруйнував двадцять три міста». У хроніках цю кампанію називають «війною на Шантунгській рівнині, що зрошується Море-річкою».
Капаган продиктував умови миру: імператриця мала усиновила його, видати його доньок за китайських князів, відпустити до нього тюрків, що залишилися в Ордосі, і дати 100 тис. ху проса на посів, 3000 виробів для землеробства і заліза для виготовлення різноманітних виробів. Китайці не пішли на такі умови, хан припинив переговори і вивів війська з киданьських земель. Ваньюн знову напав на китайців і розгромив повіт Цзичжоу. Потім вщент розбив регулярну армію і вирізав повіти Ючжоу і Інчжоу. Щоб отримати допомогу проти киданів, імперії довелося погодитися на всі вимоги тюркського кагана. Армію Ваньюна оточили і розбили. 697 року Капаган приєднав Маньчжурію до своїх володінь, після чого кидані продовжували війну з китайцями як васали тюркського хана.
Прикордонні війська складалися з кочівників лояльно відносилися до династії Тан, але не бажали битися за китайців, які домінували при дворі імперетриці. Капаган оголосив себе прихильником опального спадкоємця престолу Чжун-цзуна, який у той час перебував у засланні на території сучасної провінції Хубей. Це гасло принесло йому чималу користь, так як кочівники, що служили в імперській армії, відразу почали переходити на його сторону. Проти нього було кинуто дві армії, але вони не наважувалися вступати в бій. Тюрки пограбували прикордонні округи і взяли безліч полонених. У всіх відкритих зіткненнях китайські війська зазнали поразок. У відповідь китайський уряд вирішив вибити у ворога головний козир — легітимізм. Спадкоємець був повернутий із заслання і призначений командувачем арміями. Капаган-каган змушений був відступити, але при цьому він показав, що воював зовсім не за династію Тан, а за себе і свій народ. На зворотному шляху всі китайські міста і села були пограбовані, а населення уведено в рабство.
Поява спадкоємця згуртувала сили імперії, 699 року вони розбили киданів. Щоб затримати відхід кочівників до кагана, імператриця заборонила звертати їх у рабство. Відтоді успіхи тюркських військ, що діяли на прикордонних територіях, дещо зменшилися. У 700 і 702 роках тюрки робили походи в північний Китай, але справа обмежилася викраденням худоби і грабунком місцевого населення. 703 року Капаган-каган почав переговори про шлюб своєї доньки з сином спадкоємця престолу. Вони тривали три роки, між країнами був мир. У цей час померла імператриця і на престол зійшов Чжун-цзун, ім'ям якого так вдало прикривався тюркський каган.
У тюрків існувало лествичне право — система наслідування престолу, згідно якої влада передавалася від старшого брата до молодшого, а потім їхнім синам. Згідно нього, Мочур мав призначити своїм наступником Могиляня, старшого сина Кутлуга. Але каган у 699 році створив титул «молодший хан» (був вищим за шада) і дав його своєму сину Богю. Племінника поставив шадом тардушів, і той мав вирішувати найскладніші військові завдання на заході каганату.
Перемир'я краще використала імперія, їй вдалося вмовити уйгурів перейти на її бік. Уйгури разом з племенами кібі, сиге і хань перейшли Гобі і їх оселили в Лянчжоу, Алашані та Таньсу. Приблизно в цей час тюркські принци Могилянь і Кюль-тегін ліквідували повстання племені байирку, яке мешкало у Східному Забайкаллі. Вирішальна битва відбулася біля озера Торей, у районі між річками Онон і Керулен.
706 року армія Капагана вторглася до Північного Китаю і розбила регулярні війська полководця Шача Джуна. Найбільшою здобиччю стали кінські табуни, які були необхідні для військових потреб. Після цього імператор назначив винагороду за голову хана. Через два роки тюрки знову зробили повторили похід у прикордонні китайські райони, але про його перебіг майже нічого не відомо.
У цей час виникла антитюрська коаліція, до імперії Тан приєдналися тюргешський і киргизький хани. Найнебезпечнішим ворогом були киргизи і саме туди Капаган направив перший удар. На початку 709 року військо під керівництвом Могиляня і Тоньюкука таємними тропами перейшло через Саянський хребет, несподівано напало на ворогів і здобуло перемогу. У битві загинув правитель єнісейських киргизів Барс-каган. Більша частина війська знаходилася на сході каганату, а на захід Капаган направив 20 000 загін, який мав захищати від тюргешів. Його начальниками призначив молодшого сина Інель-кагана, тардушського шада Могиляня і свого радника Тоньюкука. Тюрки форсували Чорний Іртиш і біля річки Болчу розбили тюргешів і захопили у полон їхнього хана Соге. Далі просувалися на південь, зібрали велику данину у Согдіані, але зіткнулися з арабами Кутайби і відступили. 
712 року 120 000 китайська армія вирушила у Західну Маньчжурію, але була розбита татабами. Мочур висунув ультиматум: мирна угода мала бути підтверджена його шлюбом з китайською князівною. Новий імператор Сюань-цзуну був змушений піти на ці умови. 713 року став переслідувати прихильників маніхейства, віддаючи підтримку тенгріанству й шаманізму.
З часом його правління ставало жорсткішим. Наприкінці 714 року карлуки, хулуву і шуніші, проти яких вів бойові дії Кюль-тегін, попросили захисту у імперії. В цей час також повстали західні тюрки та інші народи. Навесні 716 року каган вирішив власноруч очолити каральну операцію проти токуз-огузів, яка завершила перемогою. Потім було розбите плем'я байирку. На зворотньому шляху Капаган-каган віддалився від охорони і був вбитий. Голова хана була відправлена до китайської столиці Чанань.